# 崇文门外大街
39°53′42″N 116°24′45″E / 39.89499°N 116.41253°E
崇文门外大街是位于中国北京市东城区中南部的一条大街。因位于北京内城崇文门外而得名。

## 简介

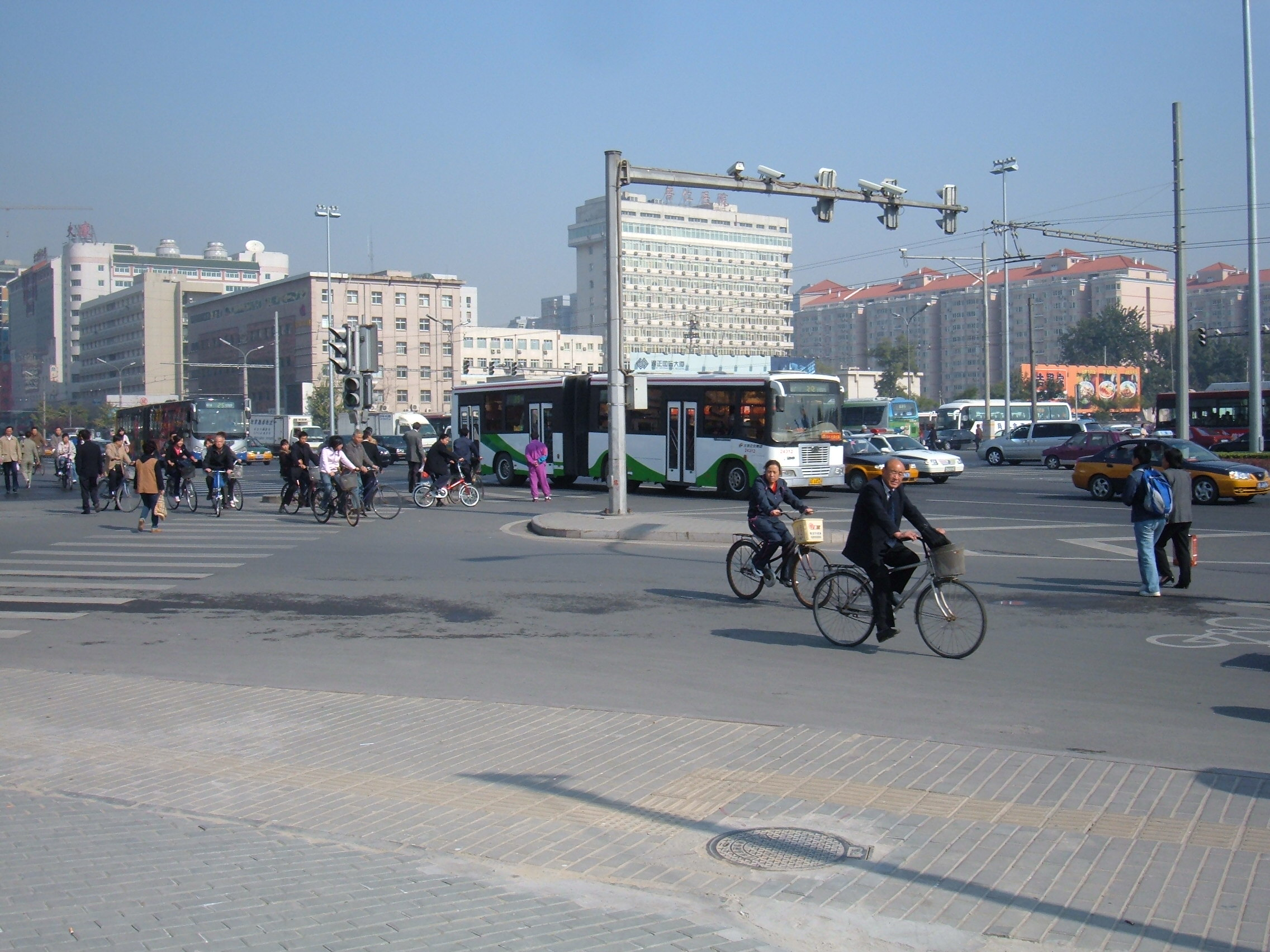
崇文门外大街与珠市口东大街、广渠门内大街的十字路口。自路口西南角向东北拍摄。远处白楼为北京普仁医院。

崇文门外大街北起崇文门，与崇文门内大街、崇文门东大街、崇文门西大街衔接，南至天坛路。元朝时兴建元大都，在今崇文门稍北处建文明门，取《周易》“文明以健”、“其德刚健而文明”之意。明朝永乐十七年（1419年），城门向迁建，但名称仍旧为“文明门”。明朝正统四年，改称“崇文门”。崇文门又名“哈德门”、“哈达门”。元朝时，门内附近曾有哈达大王府。一说又名“海岱门”，因为泰山、渤海俱在其东方，登楼可望。因崇文门是车马往来的交通枢纽，明朝及清朝时，将京师税务衙门设于此处，征收商税，其税收居全国之冠，后于民国十九年（1930年）撤销。1960年代，崇文门城楼及大部分城墙被拆除。
崇文门外大街的磁器口至手帕胡同一段，旧称“瓜市大街”，原为出售各种瓜果的集市。过去，崇文门外大街上有十八家酒店，垄断全北京的官酒（上税之后的酒称“官酒”。未上税私自出售的酒称“私酒”）出售。
1993年4月，香港新世界发展有限公司与北京市崇文区在人民大会堂签订全面合作协议及旧城改造项目合同。1995年，崇文门外大街70米道路拓展——大市政改、扩建工程开始，新世界发展出资12.9亿元，1997年8月全线通车，是北京市第一条地下人行通道建有自动扶梯的市政道路。此后新世界发展有限公司与崇文区继续合作开发了北京新世界中心及周边居民小区，形成了崇文门外的新世界商圈。